# 2027년 동남아시아 경기 대회
2027년 동남아시아 경기 대회(말레이어: Sukan SEA 2027, 영어: 2027 Southeast Asian Games)는 2027년 말레이시아 쿠알라룸푸르에서 개최될 예정인 동남아시아 경기 대회이다.

## 참가국
- 말레이시아 (개최국)

## 메달 집계
| 순위 | 국가 | 금메달 | 은메달 | 동메달 | 합계 |
| ---- | ---- | ------ | ------ | ------ | ---- |
| 1    |      |        |        |        |      |
| 2    |      |        |        |        |      |
| 3    |      |        |        |        |      |
| 합계 |      |        |        |        |      |